# Sportgemeinschaft 09 Wattenscheid 1999-2000
Questa voce raccoglie le informazioni riguardanti la Sportgemeinschaft 09 Wattenscheid nelle competizioni ufficiali della stagione 1999-2000.

## Stagione
Nella stagione 1999-2000 il Wattenscheid, allenato da Hans Bongartz, concluse il campionato di Regionalliga ovest-sudovest al 4º posto. In Coppa di Germania il Wattenscheid fu eliminato al secondo turno dal Colonia.

## Rosa
| N. |                     | Ruolo | Calciatore        |
| -- | ------------------- | ----- | ----------------- |
| 2  | Germania (bandiera) | D     | Frank Bläker      |
| 3  | Germania (bandiera) | D     | Stephan Urbainski |
| 4  | Germania (bandiera) | D     | Andreas Teichmann |
| 5  | Germania (bandiera) | D     | Mirko Stark       |
| 6  | Germania (bandiera) | C     | Markus Katriniok  |
| 7  | Germania (bandiera) | D     | Werner Kempkens   |
| 8  | Germania (bandiera) | A     | Sergio Allievi    |
| 9  | Ucraina (bandiera)  | A     | Sergej Dikhtiar   |
| 9  | Nigeria (bandiera)  | A     | Abdul Iyodo       |
| 10 | Nigeria (bandiera)  | C     | Gabriel Melkam    |
| 10 | Germania (bandiera) | C     | Thorsten Schmugge |
| 14 | Germania (bandiera) | C     | Dennis Lucke      |
| 15 | Germania (bandiera) | D     | Michael Stuckmann |

| N. |                     | Ruolo | Calciatore           |
| -- | ------------------- | ----- | -------------------- |
| 18 | Germania (bandiera) | D     | Arthur Matlik        |
| 20 | Turchia (bandiera)  | C     | Çetin Aydin          |
| 21 | Germania (bandiera) | P     | Christoph Jacob      |
| 21 | Nigeria (bandiera)  | C     | Bright Ojigwe        |
| 26 | Italia (bandiera)   | A     | Mike Terranova       |
|    | Germania (bandiera) | D     | Tim Langenbach       |
|    | Germania (bandiera) | C     | Vartan Daldalian     |
|    | Germania (bandiera) | C     | Dennis Hupperts      |
|    | Turchia (bandiera)  | C     | Muharrem Uz          |
|    | Germania (bandiera) | A     | Marius Ebbers        |
|    | Guinea (bandiera)   | A     | Soundiata Gomes      |
|    | Camerun (bandiera)  | A     | Emmanuel Oben-Takang |
|    | Germania (bandiera) | A     | Guido Silberbach     |

## Organigramma societario
Area tecnica
- Allenatore: Hans Bongartz
- Allenatore in seconda:
- Preparatore dei portieri:
- Preparatori atletici:
- Analisi video:

## Calciomercato

### Sessione estiva
| Acquisti | Acquisti      | Acquisti  | Acquisti |
| R.       | Nome          | da        | Modalità |
| -------- | ------------- | --------- | -------- |
| A        | Marius Ebbers | Duisburg  |          |
| A        | Abdul Iyodo   | Martigues |          |

| Cessioni | Cessioni        | Cessioni        | Cessioni |
| R.       | Nome            | a               | Modalità |
| -------- | --------------- | --------------- | -------- |
| A        | Marcus Feinbier | Norimberga      |          |
| D        | Stefan Fengler  | LR Ahlen        |          |
| D        | Martin Klinge   | Sprockhövel     |          |
| C        | Sergej Korobka  | Uerdingen 05    |          |
| P        | Christian Maly  | Paderborn       |          |
| D        | Hilko Ristau    | Bochum          |          |
| C        | Heiko Scholz    | Dresdner SC     |          |
| D        | Frank Schön     | Gütersloh       |          |
| A        | Ilian Simeonov  | Lokomotiv Sofia |          |
| D        | Olaf Skok       | Rot-Weiss Essen |          |

## Risultati

### Regionalliga ovest-sudovest

#### Girone di andata
| Arbitro: | Werthmann |

|                         |           |  |
| Ebbers 16’ Schmugge 59’ | Marcatori |  |

| Arbitro: | Haupt |

|                                   |           |            |
| Cartus 31’ Vossen 35’ Demirci 64’ | Marcatori | 88’ Ebbers |

| Arbitro: | Sahler |

|               |           |                    |
| Urbainski 59’ | Marcatori | 35’ Kříž 78’ Guzik |

| Arbitro: | Milic |

|            |           |                                            |
| Wagner 69’ | Marcatori | 14’ Ebbers 32’ Katriniok 52’, 90’ Kempkens |

| Arbitro: | Schräer |

|                         |           |                        |
| Ebbers 15’ Dikhtiar 25’ | Marcatori | 6’ Ziga 56’ Siedschlag |

| Arbitro: | Berg |

|                       |           |                                     |
| Leśniak 8’ Winter 78’ | Marcatori | 62’ Gomes 63’ Schmugge 75’ Dikhtiar |

| Arbitro: | Pickel |

|                                       |           |                     |
| Silberbach 3’ Dikhtiar 26’ Ebbers 71’ | Marcatori | 77’ (rig.) Lehnhoff |

| Arbitro: | Gebhardt |

|                                 |           |                                   |
| Schwinn 79’ Hausmann 83’ (rig.) | Marcatori | 24’, 33’ Ebbers 68’, 78’ Dikhtiar |

| Arbitro: | Milic |

|  |           |                      |
|  | Marcatori | 64’ Oelkuch 88’ Wolf |

| Arbitro: | Aust |

|           |           |                  |
| Choji 76’ | Marcatori | 77’ (rig.) Stark |

| Arbitro: | Beitzel |

|                              |           |                                |
| Kriegshäuser 10’, 61’ (rig.) | Marcatori | 14’ Stark 57’ Melkam 69’ Iyodo |

| Arbitro: | Perschke |

|                           |           |                       |
| Silberbach 53’ Ebbers 74’ | Marcatori | 3’ Jonjić 33’ Tonello |

| Arbitro: | Neis |

|           |           |            |
| Adzic 45’ | Marcatori | 50’ Melkam |

| 24 ottobre 1999 14ª giornata |  | – turno di riposo |  |  |

| Arbitro: | Kortholt |

|                                   |           |              |
| Schlösser 44’ Krohm 51’ Gerov 90’ | Marcatori | 25’ Kempkens |

| Arbitro: | Kynast |

|                                                    |           |  |
| Katriniok 13’, 85’ Silberbach 38’ Lucke 78’ (rig.) | Marcatori |  |

| Arbitro: | Schräer |

|           |           |                |
| Bella 57’ | Marcatori | 3’, 15’ Ebbers |

| Arbitro: | Webers |

|            |           |                                |
| Ebbers 46’ | Marcatori | 58’ (rig.) Czakon 78’ Blissett |

| Arbitro: | Friedrichs |

|  |           |            |
|  | Marcatori | 87’ Ebbers |

#### Girone di ritorno
| Arbitro: | Haupt |

|              |           |                                |
| Federico 53’ | Marcatori | 56’ Ebbers 78’ Stark 88’ Iyodo |

| Arbitro: | Schneider |

|  |           |            |
|  | Marcatori | 68’ Cartus |

| Arbitro: | Milic |

|                   |           |             |
| Teixeira 29’, 68’ | Marcatori | 2’ Dikhtiar |

| Arbitro: | Seemann |

|                         |           |  |
| Stark 47’ Terranova 78’ | Marcatori |  |

| Arbitro: | Kinhöfer |

|                  |           |                      |
| Meyer 63’ (rig.) | Marcatori | 41’ Ebbers 59’ Iyodo |

| Bochum 27 febbraio 2000, ore 14:30 CET 25ª giornata | Wattenscheid 09 | 0 – 0 referto | Preußen Münster | Lohrheidestadion (1 446 spett.)\| Arbitro: \| Kortholt \| |
| Arbitro:                                            | Kortholt        |               |                 |                                                           |

| Arbitro: | Steil |

|           |           |              |
| Demir 62’ | Marcatori | 38’ Dikhtiar |

| Arbitro: | Könen |

|                                                           |           |  |
| Gomes 9’ Melkam 47’, 67’ Ebbers 58’ (rig.), 59’ Stark 81’ | Marcatori |  |

| Arbitro: | Haupt |

|            |           |           |
| Arslan 56’ | Marcatori | 31’ Iyodo |

| Arbitro: | Inderhees |

|  |           |                         |
|  | Marcatori | 45’ Choji 90’ Hutwelker |

| Arbitro: | Beitzel |

|                                                               |           |  |
| Schmugge 7’ Ebbers 9’ (rig.), 60’ Iyodo 56’, 83’ Dikhtiar 85’ | Marcatori |  |

| Arbitro: | Müller |

|  |           |                                   |
|  | Marcatori | 24’ Ebbers 53’ Iyodo 90’ Dikhtiar |

| Arbitro: | Müller |

|            |           |           |
| Ebbers 37’ | Marcatori | 73’ Klose |

| 24 aprile 2000 33ª giornata |  | – turno di riposo |  |  |

| Arbitro: | Buchkremer |

|                                               |           |               |
| Dikhtiar 30’ Ebbers 57’ (rig.) Iyodo 88’, 90’ | Marcatori | 37’ Čmilanský |

| Arbitro: | Diergarten |

|                                 |           |                               |
| Winkler 34’ Thömmes 38’ Seo 85’ | Marcatori | 56’ (aut.) Hörster 79’ Ebbers |

| Arbitro: | Späker |

|                      |           |  |
| Ebbers 22’ Iyodo 90’ | Marcatori |  |

| Arbitro: | Steinborn |

|                   |           |                                |
| Czakon 53’ (rig.) | Marcatori | 75’ Teichmann 88’ (rig.) Stark |

| Bochum 28 maggio 2000, ore 15:00 CEST 38ª giornata | Wattenscheid 09 | 0 – 0 referto | Borussia Dortmund II | Lohrheidestadion (748 spett.)\| Arbitro: \| Schräer \| |
| Arbitro:                                           | Schräer         |               |                      |                                                        |

### Coppa di Germania
| Arbitro: | Wack |

|            |           |                                                            |
| Ebbers 45’ | Marcatori | 6’, 14’, 26’, 83’ Timm 33’ Ojigwe 67’ Cullmann 78’ Dziwior |

## Statistiche

### Statistiche di squadra
| Competizione                | Punti | In casa | In casa | In casa | In casa | In casa | In casa | In trasferta | In trasferta | In trasferta | In trasferta | In trasferta | In trasferta | Totale | Totale | Totale | Totale | Totale | Totale | DR  |
| Competizione                | Punti | G       | V       | N       | P       | Gf      | Gs      | G            | V            | N            | P            | Gf           | Gs           | G      | V      | N      | P      | Gf     | Gs     | DR  |
| --------------------------- | ----- | ------- | ------- | ------- | ------- | ------- | ------- | ------------ | ------------ | ------------ | ------------ | ------------ | ------------ | ------ | ------ | ------ | ------ | ------ | ------ | --- |
| Regionalliga ovest-sudovest | 63    | 18      | 8       | 5       | 5       | 36      | 16      | 18           | 10           | 4            | 4            | 36           | 26           | 36     | 18     | 9      | 9      | 72     | 42     | +30 |
| Coppa di Germania           | -     | 1       | 0       | 0       | 1       | 1       | 7       | 0            | 0            | 0            | 0            | 0            | 0            | 1      | 0      | 0      | 1      | 1      | 7      | -6  |
| Totale                      | 63    | 19      | 8       | 5       | 6       | 37      | 23      | 18           | 10           | 4            | 4            | 36           | 26           | 37     | 18     | 9      | 10     | 73     | 49     | +24 |

### Andamento in campionato
| Giornata  | 1 | 2 | 3  | 4 | 5 | 6 | 7 | 8 | 9 | 10 | 11 | 12 | 13 | 14 | 15 | 16 | 17 | 18 | 19 | 20 | 21 | 22 | 23 | 24 | 25 | 26 | 27 | 28 | 29 | 30 | 31 | 32 | 33 | 34 | 35 | 36 | 37 | 38 |
| --------- | - | - | -- | - | - | - | - | - | - | -- | -- | -- | -- | -- | -- | -- | -- | -- | -- | -- | -- | -- | -- | -- | -- | -- | -- | -- | -- | -- | -- | -- | -- | -- | -- | -- | -- | -- |
| Luogo     | C | T | C  | T | C | T | C | T | C | T  | T  | C  | T  |    | T  | C  | T  | C  | T  | T  | C  | T  | C  | T  | C  | T  | C  | T  | C  | C  | T  | C  |    | C  | T  | C  | T  | C  |
| Risultato | V | P | P  | V | N | V | V | V | P | N  | V  | N  | N  |    | P  | V  | V  | P  | V  | V  | P  | P  | V  | V  | N  | N  | V  | N  | P  | V  | V  | N  |    | V  | P  | V  | V  | N  |
| Posizione | 2 | 7 | 12 | 6 | 6 | 6 | 6 | 3 | 7 | 7  | 6  | 5  | 4  | 5  | 7  | 6  | 5  | 5  | 5  | 4  | 6  | 6  | 5  | 4  | 4  | 4  | 4  | 5  | 5  | 5  | 4  | 4  | 5  | 4  | 5  | 4  | 4  | 4  |

Legenda:

Luogo: C = Casa; T = Trasferta. Risultato: V = Vittoria; N = Pareggio; P = Sconfitta.

### Statistiche dei giocatori
| Giocatore      | Regionalliga | Regionalliga | Regionalliga | Regionalliga | Coppa di Germania | Coppa di Germania | Coppa di Germania | Coppa di Germania | Totale   | Totale | Totale      | Totale     |
| Giocatore      | Presenze     | Reti         | Ammonizioni  | Espulsioni   | Presenze          | Reti              | Ammonizioni       | Espulsioni        | Presenze | Reti   | Ammonizioni | Espulsioni |
| -------------- | ------------ | ------------ | ------------ | ------------ | ----------------- | ----------------- | ----------------- | ----------------- | -------- | ------ | ----------- | ---------- |
| S. Allievi     | 0            | 0            | 0            | 0            | 0                 | 0                 | 0                 | 0                 | 0        | 0      | 0           | 0          |
| Ç. Aydin       | 9            | 0            | 0            | 1            | 1                 | 0                 | 0                 | 0                 | 10       | 0      | 0           | 1          |
| F. Bläker      | 24           | 0            | 3            | 0            | 1                 | 0                 | 0                 | 0                 | 25       | 0      | 3           | 0          |
| V. Daldalian   | 1            | 0            | 0            | 0            | 0                 | 0                 | 0                 | 0                 | 1        | 0      | 0           | 0          |
| S. Dikhtiar    | 33           | 10           | 5            | 1            | 1                 | 0                 | 0                 | 0                 | 34       | 10     | 5           | 1          |
| M. Ebbers      | 32           | 23           | 4            | 1            | 1                 | 1                 | 0                 | 0                 | 33       | 24     | 4           | 1          |
| S. Gomes       | 10           | 2            | 1            | 0            | 1                 | 0                 | 0                 | 0                 | 11       | 2      | 1           | 0          |
| D. Hupperts    | 2            | 0            | 0            | 0            | 0                 | 0                 | 0                 | 0                 | 2        | 0      | 0           | 0          |
| A. Iyodo       | 23           | 10           | 0            | 0            | 1                 | 0                 | 0                 | 0                 | 24       | 10     | 0           | 0          |
| C. Jacob       | 36           | 0            | 2            | 0            | 1                 | 0                 | 0                 | 0                 | 37       | 0      | 2           | 0          |
| M. Katriniok   | 23           | 3            | 0            | 0            | 1                 | 0                 | 0                 | 0                 | 24       | 3      | 0           | 0          |
| W. Kempkens    | 19           | 3            | 4            | 1            | 1                 | 0                 | 0                 | 0                 | 20       | 3      | 4           | 1          |
| T. Langenbach  | 1            | 0            | 0            | 0            | 0                 | 0                 | 0                 | 0                 | 1        | 0      | 0           | 0          |
| D. Lucke       | 27           | 1            | 3            | 1            | 0                 | 0                 | 0                 | 0                 | 27       | 1      | 3           | 1          |
| A. Matlik      | 20           | 0            | 0            | 1            | 1                 | 0                 | 0                 | 0                 | 21       | 0      | 0           | 1          |
| G. Melkam      | 30           | 4            | 7            | 0            | 1                 | 0                 | 0                 | 0                 | 31       | 4      | 7           | 0          |
| E. Oben-Takang | 0            | 0            | 0            | 0            | 0                 | 0                 | 0                 | 0                 | 0        | 0      | 0           | 0          |
| B. Ojigwe      | 4            | 0            | 1            | 0            | 0                 | 0                 | 0                 | 0                 | 4        | 0      | 1           | 0          |
| T. Schmugge    | 33           | 3            | 6            | 0            | 1                 | 0                 | 0                 | 0                 | 34       | 3      | 6           | 0          |
| G. Silberbach  | 17           | 3            | 2            | 1            | 0                 | 0                 | 0                 | 0                 | 17       | 3      | 2           | 1          |
| M. Stark       | 32           | 6            | 2            | 0            | 0                 | 0                 | 0                 | 0                 | 32       | 6      | 2           | 0          |
| M. Stuckmann   | 15           | 0            | 3            | 0            | 1                 | 0                 | 0                 | 0                 | 16       | 0      | 3           | 0          |
| A. Teichmann   | 23           | 1            | 4            | 0            | 1                 | 0                 | 0                 | 1                 | 24       | 1      | 4           | 1          |
| M. Terranova   | 12           | 1            | 2            | 0            | 0                 | 0                 | 0                 | 0                 | 12       | 1      | 2           | 0          |
| S. Urbainski   | 33           | 1            | 2            | 0            | 0                 | 0                 | 0                 | 0                 | 33       | 1      | 2           | 0          |
| M. Uz          | 7            | 0            | 0            | 0            | 0                 | 0                 | 0                 | 0                 | 7        | 0      | 0           | 0          |